# Lohn-Ammannsegg
Lohn-Ammannsegg é uma comuna da Suíça, situada no distrito de Wasseramt, no cantão de Soleura. Tem 4,46 km² de área e sua população em 2018 foi estimada em 2.814 habitantes.